# NHK北九州放送局
NHK北九州放送局（エヌエイチケイきたきゅうしゅうほうそうきょく）は、福岡県北部（北九州地方・筑豊地方）を放送対象地域とする日本放送協会（NHK）の地域放送局である。

## 概要

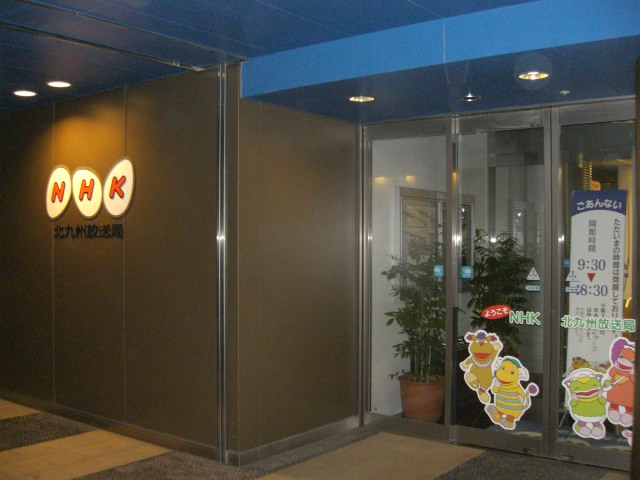
4Fエントランス（2009年10月）

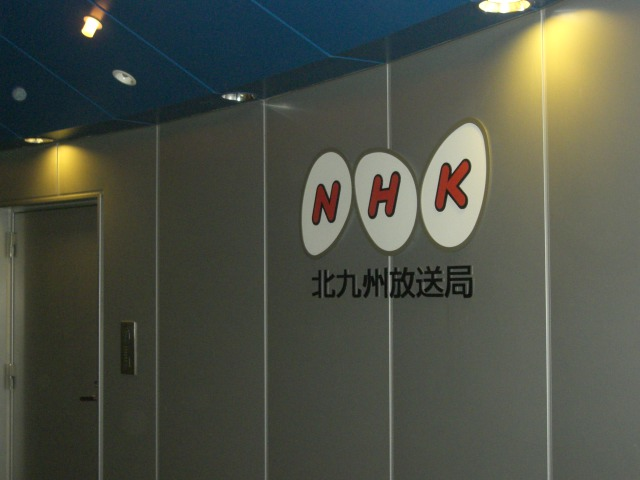
4F職員通用口側（2009年10月）。画像右側の写っていない部分にはスタジオ内を覗くことができる窓があるが、最近はカーテンが閉められていることが多い。

1931年（昭和6年）12月に九州の放送局としては3番目に開局した。同じ福岡県内には九州・沖縄地区を統括するNHK福岡放送局（以下、「福岡局」）があり、両局で福岡県内のエリアを分けている。北九州局の放送エリアとしては正式には北九州地区・筑豊地区の9市19町村を対象としているが、かつて自局の概要説明では「福岡県北部地域はもとより、大分県や山口県にまで及んでいます」としてスピルオーバーによる隣県での視聴を念頭に置いており、視聴対象者人口を約280万人としていた（現在は削除）。
1988年にNHKは放送局網を整理し、主に県庁所在地以外に設置されていた放送局のほとんどを支局または報道室に格下げしている（日本放送協会放送局の一覧を参照）が、北九州局は福岡局に統合されることなく存続し、現在に至る。このため、福岡県は北海道以外では唯一、県域でNHKの放送局が2局ある形になっている。
FMリクエストアワーなどは、同時刻に福岡放送局と同名の別な独自制作番組を放送していた。ただし、一部の地域情報番組やローカルニュース（例えば、総合テレビ早朝とお昼のローカルニュースなど）は福岡局制作のものを受ける形となっており、重大な事件や事故などのニュースが入った場合も福岡局からのニュースに切り替える（北九州局エリアで起きた事件であっても状況により福岡局発のニュースに切り替えることがある）など、県内での報道取材態勢は福岡局が主導する形となっている。
報道取材エリアの分担は業務管轄区域と異なり、筑豊地域西部（特に飯塚市・嘉麻市・桂川町）での事件・事故などのニュースは福岡局が取材・報道、逆に、宗像地域のニュースで場所的に福岡局がすぐ対応できない場合は、北九州局が取材・報道することがある。選挙・相撲関連についても、福岡局が対応することが多い。
放送エリア
福岡県北九州市、中間市、直方市、宮若市、飯塚市、嘉麻市、田川市、行橋市、豊前市、および遠賀郡、鞍手郡、嘉穂郡、田川郡、京都郡、築上郡の各町村

## 放送局と支局
室町一丁目地区第一種市街地再開発事業で誕生した複合商業施設「リバーウォーク北九州」に入居する。局の業務エリアとしてはリバーウォークの最も東側、半球状の建物であるNHK棟の4階・5階が該当し、本館4階に接続する入口のほか、専用のエレベーターが設けられている。なお、1階から3階は商業施設と公開空地、上は北九州芸術劇場中劇場となっている。
4Fの一部は視聴者公開スペースとして開放しており、生放送用の設備が整えられている。テレビ用の汎用スタジオもあるが、実質ニュース専用スタジオとなっており、このスペースもスタジオとして位置づけられている。視聴者公募により「リバーサイドスタジオ」（通称「リバスタ」）の愛称がつけられている。
このほか行橋市に行橋支局、飯塚市に飯塚支局（福岡局が委託方式で開設）が置かれており、北九州放送局のエリアのうち前者は京築地方、後者は筑豊地方の報道取材を行っている。

## 沿革
- 1931年（昭和6年）
  - 12月10日 - 小倉放送局に本免許交付（呼出符号:JOSK 周波数:735kc 出力:1kW）。
  - 12月21日 - 社団法人日本放送協会小倉放送局、小倉市日明でラジオ放送開始（呼出符号：JOSK）。
- 1947年（昭和22年）3月20日 - ラジオ第2放送開始（呼出符号：JOSK）。
- 1948年（昭和23年）7月1日 - 全国一斉のラジオ第2独自呼出符号付与により、小倉第2放送はJOSBとなる。
- 1950年（昭和25年）6月1日 - 放送法施行に伴い社団法人日本放送協会が解散。特殊法人としての日本放送協会が設立され一切の権利義務を継承。
- 1957年（昭和32年）5月29日 - 総合テレビジョン放送開始（JOSK-TV）。
- 1962年（昭和37年）1月8日 - 教育テレビジョン放送開始（JOSB-TV、九州初）。
- 1963年（昭和38年）2月10日 - 北九州市発足に伴い、北九州放送局に名称変更。
- 1964年（昭和39年）5月1日 - FM実験放送開始。
- 1966年（昭和41年）3月22日 - 小倉区大門に旧北九州放送会館完成
- 1969年（昭和44年）3月1日 - FM放送の本放送開始（JOSK-FM、全国一斉）。
- 1970年（昭和45年）1月 - 福岡発テレビニュース全面カラー放送開始。
- 1971年（昭和46年）5月 - 福岡局発定時ローカル番組が全てカラー化。
- 1974年（昭和49年）4月1日 - 小倉区の南北分区により、所在区が小倉北区となる。
- 1990年（平成2年）1月 - ラジオ放送所を開局の地日明（住居表示後の地名は緑ケ丘一丁目）から響ラジオ放送所に移転。
- 2001年（平成13年）12月21日 - 開局70周年。
- 2003年（平成15年）8月18日 - 現在地に移転（一般公開は26日から）。
- 2006年（平成18年）
  - 9月1日 - デジタルテレビジョン放送の「準備放送」（サイマル放送）開始。
  - 10月1日 - デジタルテレビジョン放送開始。
- 2007年（平成19年）1月22日 - デジタルテレビジョン放送、定格出力となる。
- 2010年（平成22年）2月7日 - ニューステロップシステムの完全ハイビジョン対応化完了、夕方のテレビニュースで運用開始。それまでは簡易システムと別のハイビジョン対応システムを併用していた。
- 2011年（平成23年）7月24日 - アナログ放送終了。
- 2015年（平成27年）6月12日 - 同市出身・元アナウンサー（大阪・東京のみ担当）の上田早苗が同日付を持って局長に就任（2017年（平成29年）7月まで）[4]。
- 2016年（平成28年）12月21日 - 開局85周年。
- 2018年（平成30年）春の改編により土日祝日（年末年始も含む）のローカルニュース・気象情報などは、テレビ・ラジオともに原則として選挙及び災害等を除き終日福岡発の九州沖縄ブロックニュースに統一され、北九州発のローカルニュース・気象情報は平日のみの放送となった[注釈 3]。
- 2021年（令和3年）
  - 4月 - NHK北九州放送局開局90周年を迎えるにあたり、キャッチコピーは「なんしよん?」と発表された[6]。
  - 12月21日 - 開局90周年。
- 2023年（令和5年）
  - 4月1日 - 令和改革により、部制（放送部・営業推進部等）からセンター制に見直され、コンテンツセンター、経営管理企画センターへ再編された。
  - 5月15日 - NHKプラスで地域向けのテレビ番組の見逃し配信が開始[7]。

## 主なチャンネルと周波数

### テレビ放送
- 総合 リモコンID：3[注釈 4]
- Eテレ リモコンID：2

備考
※2011年7月24日に終了したアナログテレビには「-TV」、デジタルテレビには「-DTV」、FM放送には「-FM」が、それぞれ後ろにつく。
※デジタル放送の呼出符号はデジタル試験放送時画面表示されていた。北九州局は本放送開始時の付与を申請していたが、法的には福岡局の中継局の扱いであること以上に、当初エリア全体をカバーできていなかったことから、2007年1月末のフルパワー放送開始まで保留されていた。一方、北海道の函館・旭川・帯広・釧路・北見・室蘭の各放送局の地上デジタル放送では2007年10月の本放送開始当初からコールサインが付与されている。
アナログ親局は総合・教育ともNHK松江放送局と同じ。
完全デジタル化後のデジタルチャンネル変更予定

### テレビと空中線電力
※主要地域の中心となる局のみを掲載。
| 局名           | 局名  | デジタル   | デジタル     | デジタル   | アナログ   | アナログ     | アナログ                 | 送信所         |
| 局名           | 局名  | チャンネル | コールサイン | 空中線電力 | チャンネル | コールサイン | 空中線電力 （映像/音声） | 送信所         |
| -------------- | ----- | ---------- | ------------ | ---------- | ---------- | ------------ | ------------------------ | -------------- |
| 八幡（北九州） | 総合  | 40ch       | JOSK-DTV     | 1kW        | 6ch        | JOSK-TV      | 映像1kW 音声250W         | 皿倉山         |
| 八幡（北九州） | Eテレ | 42ch       | JOSB-DTV     | 1kW        | 12ch       | JOSB-TV      | 映像1kW 音声250W         | 皿倉山         |
| 行橋           | 総合  | 40ch       | -            | 10W        | 49ch       | -            | 映像100W 音声25W         | 大坂山         |
| 行橋           | Eテレ | 42ch       | -            | 10W        | 46ch       | -            | 映像100W 音声25W         | 大坂山         |
| 鞍手           | 総合  | 40ch       | -            | 1W         | 25ch       | -            | 映像10W 音声2.5W         | 六ヶ岳         |
| 鞍手           | Eテレ | 42ch       | -            | 1W         | 44ch       | -            | 映像10W 音声2.5W         | 六ヶ岳         |
| 後藤寺（田川） | 総合  | 40ch       | -            | 1W         | 36ch       | -            | 映像10W 音声2.5W         | 金国山         |
| 後藤寺（田川） | Eテレ | 42ch       | -            | 1W         | 38ch       | -            | 映像10W 音声2.5W         | 金国山         |
| 苅田           | 総合  | 55ch       | -            | 1W         | 50ch       | -            | 映像10W 音声2.5W         | 向山公園       |
| 苅田           | Eテレ | 58ch       | -            | 1W         | 62ch       | -            | 映像10W 音声2.5W         | 向山公園       |
| 大河内（豊前） | 総合  | 50ch       | -            | 1W         | 58ch       | -            | 映像3W 音声750mW         | 大河内南方高地 |
| 大河内（豊前） | Eテレ | 53ch       | -            | 1W         | 55ch       | -            | 映像3W 音声750mW         | 大河内南方高地 |
| 筑前山田       | 総合  | 17ch       | -            | 1W         | 53ch       | -            | 映像10W 音声2.5W         | 熊ヶ畑山       |
| 筑前山田       | Eテレ | 13ch       | -            | 1W         | 51ch       | -            | 映像10W 音声2.5W         | 熊ヶ畑山       |

### ラジオ放送
| 局名       | ラジオ第1 | ラジオ第1 | ラジオ第1    | ラジオ第2 | ラジオ第2 | ラジオ第2    | FM放送  | FM放送   | FM放送 | FM放送       |
| 局名       | 周波数    | 送信出力  | コールサイン | 周波数    | 送信出力  | コールサイン | 周波数  | 送信出力 | EIRP   | コールサイン |
| ---------- | --------- | --------- | ------------ | --------- | --------- | ------------ | ------- | -------- | ------ | ------------ |
| 北九州局   | 540kHz    | 1kW       | JOSK         | 1602kHz   | 1kW       | JOSB         | -       | -        | -      | -            |
| 北九州局   | -         | -         | -            | -         | -         | -            | 85.7MHz | 250W     |        | JOSK-FM      |
| 門司局     | -         | -         | -            | -         | -         | -            | 82.2MHz | 100W     |        | -            |
| 行橋局     | -         | -         | -            | -         | -         | -            | 83.6MHz | 30W      |        | -            |
| 筑前山田局 | -         | -         | -            | -         | -         | -            | 82.9MHz | 10W      |        | -            |

※中波放送は福岡局ともども中継局が存在しない。このため、京築・筑豊の一部に難聴取地域が存在する。

## ケーブルテレビ再送信局
※以下のケーブルテレビではテレビが再送信されている。
山口県
ケーブルネット下関（J:COM下関）

## 主な北九州局制作番組
2024年4月1日以降。

### 現在
ニュース番組
太字はNHKプラスの「ご当地プラス」において見逃し配信を実施している番組。
- ニュースブリッジ北九州（総合テレビ 平日 18:30 - 18:59）
- ニュース845北九州（総合テレビ 平日 20:45 - 21:00）

### 過去
ニュース番組
- NHKニューススタジオ北九州
- ニュースネット北九州
- イブニングネットワーク北九州（総合テレビ 1995年度まで）
- 6時半です!ニュースセンター北九州（総合テレビ 1996年度）
- NEWSシャトル北九州（総合テレビ 1997年度 - 2007年度）
- こんばんは北九州（総合テレビ　2008年度 - 2012年度）

その他
- FMリクエストアワー（NHK-FM）
- ゆうどきワイド福岡（総合テレビ 2003年度。福岡局との共同制作）
- なんしよ〜ん!?北九州（総合テレビ 2004年4月 - 2007年3月9日）
- まるごと福岡トクテレ（総合テレビ 2007年度。福岡局との共同制作）
- リバスタ音楽館（総合テレビ 第1・第3日曜 11:50 - 11:54ほか）

※2006年度は『なんしよ〜ん!?北九州』の金曜日のコーナーとして放送されていた。2010年度から『きたきゅうたいむ』内包。
- きたきゅうたまご（総合テレビ　第4日曜 11:50 - 11:54）
- ふるさと探訪（1分、随時）

※エリア内の名所などを映像とBGMのみで紹介。
- きたきゅうのうた　冨永裕輔『ひまわりの花』（5分、随時）

※制定自体は2011年であるが、2013年が北九州市50年であることから、ほぼ1年を通してスポットとして放送される。
※2006年度は『なんしよ〜ん!?北九州』で「こちらJOSKです」コーナーとして放送されていた、北九州局の広報番組。
- 北九州スペシャル（2011年10月14日終了）
- きたきゅうたいむ（2009年度 - 2017年度）
- 北九州×クロス（2012年度 - 2017年度）
- 北九州びっくり寄席（総合テレビ 1973年秋 - 不明）
- きたきゅーラジオ（ラジオ第1放送 最終金曜日 12:20 - 12:55、2020年1月31日 - 2024年1月26日）

## マスコットキャラクター
北九州放送局には「北九さん」と「ハレピョン」と呼ばれるマスコットキャラクターが存在する。

### 北九さん
「なんしよ〜ん!?北九州」のキャラクターとして2004年4月に登場した北九さんは、北九州局のマスコットキャラクターとして起用された。「中の人」が3人存在していた。「なんしよ〜ん!?」終了後も2007年9月までデータ放送のトップ画面に登場していたが、翌月からはななみちゃんに置き換えられ、完全に姿を消した。

### ハレピョン
2011年に開局80周年を記念し、北九州市出身のリリー・フランキーによって「ハレピョン」が制作された。

## アナウンサー・キャスター
- 氏名の後の*は、過去に北九州局勤務経験があることを示す。

| 氏名           | 前任地       | 担当番組                                                        | 備考                          |              |
| アナウンサー   | アナウンサー | アナウンサー                                                    | アナウンサー                  | アナウンサー |
| -------------- | ------------ | --------------------------------------------------------------- | ----------------------------- | ------------ |
| 喜多賢治       | 松江         | アナウンスグループ統括 ニュースブリッジ北九州 ニュース845北九州 |                               |              |
| 富田典保*      | 大分         | ニュースブリッジ北九州 ニュース845北九州                        |                               |              |
| 契約キャスター |              |                                                                 |                               |              |
| 梅田真奈       |              | ニュースブリッジ北九州                                          | 山口県下関市出身              |              |
| 藤林理子       |              | ニュースブリッジ北九州                                          |                               |              |
| 江崎裕子       |              | ラジオニュース                                                  |                               |              |
| 気象予報士     |              |                                                                 |                               |              |
| 池田康貴       |              | ニュースブリッジ北九州                                          | 小郡市出身 ウェザーマップ所属 |              |

## 天気カメラ設置場所
- 放送局屋上
- 北九州空港
- 小倉駅北口リーガロイヤルホテル小倉
- 門司港（和布刈公園）
- 皿倉山展望台 - 以前は八幡テレビ・FM送信所鉄塔に設置されていた

## 公開イベント
北九州放送局では現在地に移転以降、「リバスタ」を活用したイベントを定期的に行っている。

### 現在行われているイベント
サンデーコンサート
※毎週日曜日の午後行われるミニコンサート。エリア内の音楽家はもちろん、将来が有望視される学生演奏家なども登場する。
※『リバスタ音楽館』で、前回分のダイジェストと放送当日開催以降の分の予告を放送。
ギャラリーリバスタ
※期間を区切り、リバスタの常設コーナーを全て休止し、小さな美術画廊にするイベント。

### 終了したイベント
朗読フェスティバル
※原則毎月第1土曜日に開催。2006年6月異動で東京へ戻った迎康子元アナが企画。もともとラジオ畑を歩んできた迎が、「日本語の美しい響きをもっと広めたい」という思いから立ち上げた。
※北九州局アナウンサーはもちろん、北九州市内や近郊の読み聞かせグループなどが出演し、朗読を行う形をとっていた。2008年4月5日の開催を最後に終了した。
※北九州市立文学館開館後は、市立文学館と連携したイベントも展開していた。